# Proceratium angulinode
Proceratium angulinode is een mierensoort uit de onderfamilie van de Proceratiinae. De wetenschappelijke naam van de soort is voor het eerst geldig gepubliceerd in 2003 door De Andrade.